# هستوريا (فيديو)
هستوريا، (بالإنجليزية: Historia)‏، هو فيديو تجميعي من إصدار الفرقة ديف ليبارد يحتوي على كل فيديوهاتها الترويجية من 1980 إلى 1988. نسخة الدي في دي من هستوريا مضافة إلى لايف: إن ذا راوند، إن يور فيس

## قائمة الأغاني
1. «هيلو أميريكا»
2. «ليت إت غو (أغنية ديف ليبارد)»
3. «هاي 'ن' دراي (ساترداي نايت)»
4. «برينغين أون ذا هارتبريك» (مع بيت ويليس)
5. «فوتوغراف»
6. «روك أوف إيجز»
7. «فولين»
8. «تو ليت فور لاف»
9. «روك! روك! (تيل يو دروب)»
10. «برينغين أون ذا هارتبريك» (مع فيل كولين)
11. «مي أند ماي واين»
12. «وومن»
13. «أنيمال»
14. «بور سام شغر أون مي» (نسخة المملكة المتحدة، بحضور الفرقة تيسلا في مشهد الجماهير)
15. «هستيريا»
16. «أرماغيدون إت» (مباشرة)
17. «بور سام شغر أون مي» (نسخة الولايات المتحدة، مباشرة)
18. «لاف بايتس» (غير مضافة لنسخة الفي إتش إس)

- «أرماغيدون إت» و«بور سام شغر أون مي» (النسخة الأمريكية) مضافتان كنسختين مباشرتين، لكن الفيديوهات لعروض مباشرة ملحقة بالمسار الموسيقي لألبوم الاستوديو.

## أخطاء الدي في دي
يحتوي إصدار الدي في دي 2001 على أخطاء غير موجودة في إصداري الفي إتش إس والليزرديسك الأصليين. وفقاً لمصادر مقربة للفرقة، لا توجد أية خطط لتصحيح الأخطاء حالياً:
- يحتوي فيديو «برينغين أون ذا هارتبريك (مع فيل كولين)» على إعادة للصوت من «برينغين أون ذا هارتبريك (مع بيت ويليس)» بدلاً من الصوت العادي بالريماستر.
- في فيديو "بور سام شغر أون مي (نسخة المملكة المتحدة)، احتوى الصوت في البداية على أصوات تحطيم كتكسر الزجاج وتهدم الجدران في حين كان المنزل الذي غنت فيه الفرقة محطماً حولهم. أزيلت هذه الأصوات من إصدار الدي في دي.

## في إتش إس
نشر في المملكة المتحدة، وأيرلندا الشمالية، وجمهورية أيرلندا، وأستراليا في 1988 عبر بلادجن ريفولا المحدودة/وارنر برذرز الموسيقية المحدودة، وفي بقية أنحاء العالم عبر بلادجن ريفولا المحدودة/زومبا ميوزك للنشر المحدودة، وتم توزيعه في المملكة المتحدة بواسطة القناة 5 للفيديو، وهي جزء من شركة بوليغرام للأغاني المصورة. كانت صورة الغلاف الخلفي للفرقة من تصوير روس هالفين. قام بإخراج رسم غلاف الفيديو أندي أيفيكس لساتوري، الذي يُذكر له أيضاً تصميم غلاف فيديو ميتاليكا «ذا فيديوز 1989-2004» على الدي في دي.